# Knud Hallas-Møller
Knud Hallas-Møller (født 23. juni 1914, Ringkøbing - 13. december 1984) var en dansk apoteker og direktør.

## Uddannelse og karriere
Han blev student fra Fredericia Gymnasium i 1932, og blev herefter udlært af faderen på Fredericia Løve Apotek. Han tog en eksamen som exam.pharm. i 1935, cand.pharm. i 1937 og dr.phil. fra Københavns Universitet i 1945 med afhandlingen Chemical and biologicai insulin studies.
Hallas-Møller blev ansat på Novo Terapeutisk Laboratorium efter sin kandidateksamen. I 1943 blev han laboratoriechef, i 1950 blev han underdirektør og i 1957 blev han udnævnt som direktør for virksomheden. Han blev også direktør for Novo Industri A/S og fra 1961 administrerende direktør for begge selskaber. Han var medlem af Novos fond fra 1950.

## Hæder
Hallas-Møller modtog generalkonsul Valdemar Joseph Glückstadts legat i både 1946 og 1958. Han blev medlem af Akademiet for de Tekniske Videnskaber i 1958.
I 1963 blev han udnævnt som æresmedlem af The British Diabetic Association.
I 1969 blev han slået til ridder af Dannebrog.
Han modtog æresdoktorgraden Doctor of Law ved University of Toronto i 1971 på 50-året for insulinets opdagelse.
I 1977 modtog han H.C. Ørsted Medaljen i guld.
Novo Nordisk Fonden uddeler Hallas-Møller Emerging Investigator-stipendiet på 10 mio. kr, som gives til unge forskere.
Vejene på Novo Nordisk site i Kalundborg, som også rummer nogle af Novozymes bygning hedder Hallas Allé efter Hallas-Møller.

## Privatliv
Han var barn af apoteker Holger Hallas-Møller (1881-1962) og Julie Vilhelmine Emma Brincker (1883-1967).
Han blev gift med Gudrun Ingeborg Pedersen den 19. januar 1940 i Søllerød Kirke. De fik tre døtre sammen.
Datteren Lise blev gift med Mads Øvlisen, som efter en juraeksamen, og en MBA fra Stanford University, fik han job i Novo Industri A/S i 1972. Mads Øvlisen var direktør for Novo Nordisk i perioden 1981-2000.